# Меїр Цві Стамблер
Рабин Меїр Цві Стамблер (івр. מאיר צבי סטמבלר; нар. 15 червня 1972, США) — хабадський-любавицький рабин і посланник Любавицького Ребе Менахема Менделя Шнеєрсона. Голова Ради Федерації єврейських громад України.

## Біографія
Народився 15 червня 1972 року у США в сім’ї рабина Якова Стемблера та Дебори Ейнбіндер. Названий на честь свого діда, рабина Меїра Цві Стамблера, одного з найповажніших членів громади Хабад у Ташкенті.
1981 року переїхав із сім'єю до Ізраїлю. 1989 року закінчив єшиву у місті Єрусалим, Ізраїль.
Потім навчався у найвищій єшиві м. Лондона, Велика Британія, і продовжив вищу освіту в Монреалі, Канада.
У середині 1990-х років приїхав до України як посланець Любавицького Ребе. Спільно з рабином Шмуелем Камінецьким будував та розвивав єврейську громаду Дніпра.
Стояв біля витоків найвищої єврейської освіти в Україні. З 1995 року став одним із засновників педагогічного училища «Бейт Хана» у Дніпропетровську (Дніпрі). Сьогодні — це Міжнародний гуманітарно-педагогічний інститут "Бейт Хана", президентом якого рабин Стамблер є до теперішнього часу.
1999 року спільно з іншими рабинами створив Федерацію єврейських громад України. Очолив Раду Федерації та є головою ради Федерації єврейських громад України.

## Теперішній час
Очолює Федерацію єврейських громад  найвпливовіша єврейська організація України – об'єднує всіх рабинів України.
Член Опікунської Ради Дніпропетровської єврейської громади, член правління благодійного фонду «Маале» для дітей з особливими потребами.
Веде низку благодійних проєктів, котрі спрямовані на допомогу особам з різних верств населення.
З початку повномасштабного вторгнення Російської Федерації в Україну надає підтримку внутрішньо переміщеним особам в Україні та біженцям закордоном.

## Особисте життя
Одружений. Дружина Сара Стамблер народилася в Ізраїлі. Родина Стамблерів виховує десятеро дітей.